# 1953 dans les chemins de fer
Chronologie des chemins de fer
1952 dans les chemins de fer - 1953 - 1954 dans les chemins de fer

## Évènements
- 1er janvier, France : fermeture de la ligne Montérolier-Buchy - Saint-Saëns.
- 28 février, France : fermeture à l'exploitation du tramway de Rouen.